# Giacomo Del Gratta
Giacomo Del Gratta (Navacchio, 21 novembre 1935 – Casciavola, 16 novembre 2018) è stato un calciatore italiano, di ruolo difensore.

## Carriera

La rosa della Lazio 1958-59: Del Gratta è seduto, 4º da sinistra

Dopo le prime esperienze con la giovanile del Pisa, gioca in prima squadra la stagione 1954-1955. Nel 1955 si trasferisce alla Fiorentina, con la quale gioca due stagioni, condividendo la vittoria del campionato italiano del 1955-1956 e della Coppa Grasshoppers nel 1957.
Seguiranno quindi una stagione al Modena, tre alla Lazio, vincitrice della Coppa Italia, ed una all'Arezzo, con la quale concluderà la sua esperienza di calciatore professionista.

## Palmarès

### Club

#### Competizioni nazionali
- Campionato italiano: 1

Fiorentina: 1955-1956
- Coppa Italia: 1

Lazio: 1958

#### Competizioni internazionali
- Coppa Grasshoppers: 1

Fiorentina: 1956-1957